# أنطونيو جريسي
أنطونيو جريسي (31 يوليو 1900 – 7 يوليو 1978) هو مبارز بالسيف مكسيكي راحل، مثّل بلاده في الألعاب الأولمبية الصيفية 1948.

## روابط خارجية
أنطونيو جريسي على موقع أوليمبيديا (الإنجليزية)